# Wilhelm IV Hanowerski
Wilhelm IV (ur. 21 sierpnia 1765 w Londynie, zm. 20 czerwca 1837 w Windsorze, Berkshire) – król Wielkiej Brytanii i król Hanoweru od 26 czerwca 1830, nazywany królem żeglarzy. Młodszy syn Jerzego III i Charlotty Mecklenburg-Strelitz. Wilhelm kładł jeszcze większy nacisk niż jego poprzednicy na realizację woli parlamentu. Uczestniczył w przygotowaniu reformy systemu wyborczego w roku 1832. Po jego śmierci na skutek różnych zasad dziedziczenia tronu rozpadła się brytyjsko-hanowerska unia personalna (tronu Hanoweru nie mogła odziedziczyć kobieta, a następczynią Wilhelma IV na tronie Wielkiej Brytanii została jego bratanica Wiktoria).

## Wczesne lata życia
Urodził się jako William Henry w Buckingham House i miał troje starszego rodzeństwa (braci Jerzego i Fryderyka Augusta oraz siostrę Charlottę). Jego chrzest odbył się 18 września 1765 r. w Komnacie Wielkiej Rady w St. James’s Palace. Rodzicami chrzestnymi byli Wilhelm Henryk, książę Gloucester i Edynburga, Henryk Fryderyk, książę Cumberland i Strathearn oraz Augusta Fryderyka Hanowerska. W 1770 r. został kawalerem Orderu Ostu, a w 1782 r. Orderu Podwiązki.
W wieku 13 lat rozpoczął służbę w Royal Navy. Uczestniczył w bitwie koło Przylądka św. Wincentego 16 stycznia 1780 r. W czasie wojny o niepodległość Stanów Zjednoczonych przebywał w Nowym Jorku. Wiedział o tym dowódca wojsk amerykańskich, George Washington, który podjął próbę porwania księcia. Brytyjczycy dowiedzieli się jednak o planowanym porwaniu (oprócz Wilhelma miał zostać porwany także admirał Digby) i podwoili straże.
W 1785 r. Wilhelm otrzymał rangę porucznika, a rok później został kapitanem. W tym samym roku rozpoczął służbę w Indiach Zachodnich. Admirał Horatio Nelson napisał o Wilhelmie: Jestem pewien powodzenia jego kariery. Pomogą mu w tym z pewnością dokładne wykonywanie rozkazów i szacunek wobec starszych stopniem. Nie wiem za wiele o jego pozamarynarskich zdolnościach.
Wilhelm miał wzorem swoich starszych braci otrzymać tytuł książęcy i pensję od parlamentu. Ojciec jednak z tym zwlekał. Aby wywrzeć nacisk na ojca, Wilhelm zagroził, że wystartuje w wyborach do Izby Gmin w okręgu Totnes. Postawiony przez taką groźbą Jerzy III ugiął się i 16 maja 1789 r. mianował syna księciem Clarence i St Andrews oraz hrabią Munsteru. Przy tej okazji król miał powiedzieć: Zdaję sobie doskonale sprawę, że to kolejny głos dany opozycji.
Nowo kreowany książę zrezygnował z aktywnej służby w Royal Navy. Odchodząc z czynnej służby, otrzymał rangę kontradmirała. Kiedy w 1793 r. Wielka Brytania wypowiedziała wojnę rewolucyjnej Francji, książę Clarence wrócił do czynnej służby, ale nie powierzono mu dowodzenia żadnym okrętem. Czas spędzał głównie w Izbie Lordów, gdzie bronił swojego starszego brata, księcia Walii, przed oskarżeniami o rozrzutność, kiedy ten zaapelował do parlamentu o pokrycie jego długów. Przemawiał również za zniesieniem niewolnictwa (które nie istniało w Wielkiej Brytanii, ale funkcjonowało w brytyjskich koloniach). Na poparcie swojego stanowiska często przywoływał doświadczenia wyniesione ze służby w Indiach Zachodnich.

## Małżeństwo
Po opuszczeniu Royal Navy książę Clarence wdał się w wieloletni romans z irlandzką aktorką Dorothy Bland, znaną jako Mrs. Jordan. Od 1791 r. urodziła ona księciu dziesięcioro nieślubnych dzieci, z których większość nie osiągnęło lat sprawnych. Związek obojga zakończył się w 1811 r. W tym samym roku książę otrzymał stopień admirała Floty. W 1817 r. zmarła jedyna córka księcia-regenta Jerzego, Charlotta Augusta. Król Jerzy III miał 12 dzieci, ale żadnego legalnego wnuka czy wnuczki. Małżeństwo księcia-regenta, najstarszego syna Jerzego III, z Karoliną Brunszwicką faktycznie nie istniało (małżonka księcia była z nim w faktycznej separacji i od wielu lat nie mieszkała w Wielkiej Brytanii). „Obowiązek” przedłużenia dynastii spadł na pozostałych książąt krwi królewskiej.
Wilhelm miał przewagę nad dwoma starszymi braćmi, gdyż nie mieli oni dzieci, a z żonami żyli w separacji. Istniała szansa, że Wilhelm, który jako marynarz miał lepsze zdrowie od starszych braci, przeżyje ich i zostanie królem. Najpierw jednak książę musiał znaleźć sobie żonę. Jego młodszy brat, książę Cambridge, został wysłany do Niemiec, aby znaleźć Wilhelmowi odpowiednią kandydatkę na małżonkę. Cambridge przywiózł bratu żonę spokojną, domatorkę i uwielbiającą dzieci. Była to księżniczka Adelajda, córka księcia Jerzego I z Saksonii-Meiningen, młodsza od Wilhelma o prawie 30 lat. Ślub odbył się 13 lipca 1818 r. Mimo posiadania już gromadki nieślubnych dzieci, Wilhelm miał z żoną tylko dwie krótko żyjące córki. Dwie inne ciąże żony zakończyły się poronieniami.
W małżeństwie Wilhelm spędził ostatnie 20 lat swojego życia. Wydaje się, że było to małżeństwo szczęśliwe. Księżna przejęła pieczę nad wydatkami męża. Nic nie wiadomo o tym, aby Wilhelm miał w tym czasie jakieś kochanki. Po ślubie małżonkowie zamieszkali w Hanowerze, tam przyszła na świat ich pierwsza córka, która zmarła jeszcze tego samego dnia. Adelajda rychło zaszła ponownie w ciążę, co skłoniło Wilhelma do powrotu do Anglii. Księżna poroniła jednak podczas postoju w Calais. Para miała jeszcze jedną córkę i dwóch bliźniaków, które księżna poroniła. Małżonkowie nie mieli już więcej dzieci, ale kiedy Wilhelm był już królem, pojawiały się plotki o ciąży królowej, dementowane przez króla jako „brednie”.

## Lord Wielki Admirał
Najstarszy brat księcia Clarence, Jerzy, książę Walii, był od 1811 r. regentem w imieniu chorego psychicznie ojca. Po jego śmierci w 1820 r. książę-regent został królem Jerzym IV. Clarence był wówczas drugi w kolejce do tronu, po swoim starszym bracie, księciu Yorku. Ten jednak zmarł w 1827 r. i Wilhelm został następcą tronu. Miał wówczas 62 lata. Jeszcze w tym samym roku Jerzy IV mianował brata Lordem Wielkim Admirałem, pierwszym od 1709 r. Podczas sprawowania urzędu Wilhelm dążył do samodzielnej kontroli nad sprawami marynarki, chociaż zgodnie z prawem musiał konsultować swoje decyzje z co najmniej dwoma członkami Rady. W 1828 r. na prośbę premiera król zdymisjonował Clarence’a. Książę przyjął decyzję brata.
Mimo trudności podczas sprawowania urzędu, Wilhelm wiele zdziałał na stanowisku Lorda Wielkiego Admirała. Jego zasługą było zniesienie kar cielesnych dla przestępstw oprócz buntu, oraz regularne obowiązkowe meldunki o stanie okrętu. Wprowadził do służby pierwsze okręty parowe i złożył zamówienia na kolejne. Biograf Wilhelma, Philip Ziegler, pisał, że urząd Lorda Wielkiego Admirała nauczył Wilhelma uczyć się na własnych błędach, co przydało mu się, kiedy został królem.
Jako monarcha Wilhelm wciąż interesował się sprawami Royal Navy. Dał nawet marynarce przywilej picia za zdrowie króla podczas pobytu na pokładzie.

## Początek rządów. Reforma wyborcza
Kiedy Jerzy IV zmarł w 1830 r., nie posiadając legalnego potomstwa, Książę Clarence, mający wówczas 65 lat, wstąpił na tron jako Wilhelm IV, najstarszy wówczas monarcha w historii Wielkiej Brytanii. Podobno kiedy rankiem poinformowano go o śmierci brata, Wilhelm udał się do łoża mówiąc, że ma życzenie spędzić dłuższy czas w łóżku z królową. W przeciwieństwie do swojego rozrzutnego i ekstrawaganckiego brata, Wilhelm był osobą spokojną. Bracia prowadzili również odmienny tryb życia. Jerzy spędził większość swojego panowania w zamku Windsor, zaś Wilhelm, zwłaszcza na początku rządów, znany był z częstych, samotnych spacerów po Londynie lub Brighton. Do czasu kryzysu związanego z reformą wyborczą cieszył się wielkim poparciem społeczeństwa.
Kiedy Wilhelm obejmował tron, premierem był Arthur Wellesley, 1. książę Wellington. Zgodnie ze zwyczajem, po objęciu tronu przez nowego monarchę odbyły się wybory parlamentarne, które przyniosły zwycięstwo partii wigów na czele z Charlesem Greyem, 2. hrabią Grey, który został nowym premierem. Lord Grey od razu zapowiedział, że jego celem jest reforma brytyjskiego systemu wyborczego, który pozostawał niezmieniony od XV w. Przykładowo, wielkie miasta powstałe na fali XVIII-wiecznej rewolucji przemysłowej, takie jak Manchester czy Birmingham, nie miały swojej reprezentacji w Izbie Gmin, a miasta w rodzaju Old Sarum (siedmiu mieszkańców) wciąż wysyłały do Izby Gmin dwóch reprezentantów. Stwarzało to pole do machinacji i korupcji, w czym celowała wielka ziemska arystokracja. Najważniejszym zadaniem lorda Greya była likwidacja tych tzw. „zgniłych okręgów”.
Jako król, Wilhelm IV odegrał ważną rolę podczas kryzysu związanego z reformą. W 1831 r. Izba Gmin odrzuciła pierwszy projekt ustawy wyborczej. Rząd Greya zażądał wówczas rozwiązania parlamentu i nowych wyborów powszechnych. Początkowo Wilhelm wahał się, czy użyć swojego prawa do rozwiązania parlamentu. Wybory odbyły się przecież ledwie rok wcześniej. Zirytowała go jednak postawa Izby Lordów, gdzie opozycja chciała przygotować Adres do monarchy przeciwko rozwiązaniu parlamentu. Uznając to za atak na swoje prerogatywy, Wilhelm osobiście udał się do Izby Lordów. W obradach nastąpiła przerwa, gdyż parlament nie mógł obradować w obecności króla. Wilhelm pozostawił następnie w parlamencie swoich komisarzy, którzy reprezentowali króla. Dyskusji nie można było wznowić i ostatecznie parlament zgodził się na rozwiązanie. Nowe wybory dały w Izbie Gmin większość reformatorom, ale Izba Lordów pozostała przeciwna zmianie systemu wyborczego.
Przerwą w kryzysie była koronacja Wilhelma, która odbyła się 8 września 1831 r. Odmówił przeprowadzenia wzorem swojego brata wystawnej koronacji. Ostatecznie uroczystości koronacyjne kosztowały 1/10 tego, co przed 10 laty.
W 1831 r. drugi projekt ustawy wyborczej upadł w Izbie Lordów. Wówczas mieszkańcy Brytanii zaczęli w całym kraju agitować za reformą. Agitacja przeradzała się czasem w rozruchy, pojawiły się głosy za zbrojnym przewrotem. Naród pogrążył się w największym politycznym kryzysie od czasów chwalebnej rewolucji 1688 r.
Mając poparcie społeczeństwa, rząd Greya odmówił uznania weta Izby Lordów i ponownie wprowadził projekt pod głosowanie. W Izbie Gmin przeszedł bez problemu, schody zaczęły się w Izbie Lordów. Świadomi nastrojów społecznych lordowie nie odrzucili wprost projektu, ale zaproponowali poprawki, które całkowicie zmieniały zamierzone cele dokumentu. Wówczas lord Grey, zdenerwowany poczynaniami izby wyższej, poradził królowi, aby dał wigom większość w Izbie Lordów poprzez mianowanie parów, który poprą ustawę wyborczą.

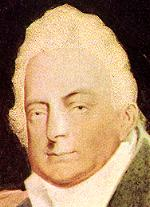
Król Wilhelm

Kiedy Wilhelm odmówił, twierdząc, że nadmiar parów stwarza problemy, rząd Greya podał się do dymisji. Król powierzył stanowisko premiera Wellingtonowi, ale Izba Gmin zażądała powrotu starego premiera. Za radą Wellingtona król zgodził się na to i mianował żądanych przez Greya parów. Mając większość w obu izbach Akt o reformie został uchwalony w 1832 r. i 7 czerwca został podpisany przez króla. Zniesiono „zgniłe okręgi”, prawo wysyłania posłów do Izby Gmin zyskały większe miasta. Ustanowiono dość wysoki cenzus majątkowy, który dał przewagę bogatemu mieszczaństwu, osłabiając pozycję arystokracji. Prawo wyborcze miało od tej pory 5% mieszkańców Wielkiej Brytanii (ok. 630 000 wyborców).
Parlament przeprowadził jeszcze wiele ustaw, w tym ustawę znoszącą niewolnictwo w Imperium Brytyjskim oraz ustawę ograniczającą możliwość zatrudniania nieletnich. Król jednak nie brał udziału w pracach nad uchwaleniem tych ustaw.

## Dalsze lata panowania
Przez resztę rządów Wilhelm zadziałał aktywnie na scenie politycznej jeszcze jeden raz. Było to w 1834 r., kiedy jako ostatni brytyjski monarcha mianował premiera wbrew zdaniu parlamentu. Dwa lata po reformie wyborczej gabinet Greya stał się niepopularny w społeczeństwie. Utracił również poparcie monarchy, ponieważ domagał się reformy Kościoła Irlandii. W 1834 r. lord Grey zrezygnował ze stanowiska. Zastąpił go jeden z jego ministrów, William Lamb, 2. wicehrabia Melbourne. Był on kontynuatorem polityki Greya, a jego rząd składał się praktycznie z tych samym ministrów. Nie cieszył się więc popularnością w kraju, ale dysponował silnym zapleczem parlamentarnym. Wielu ministrów nie cieszyło się jednak sympatią króla.
W październiku 1834 r. przewodniczący Izby Gmin i Kanclerz Skarbu lord Althorp odziedziczył parowski tytuł hrabiego Spencer i zasiadł w Izbie Lodów. Utracił zatem miejsce w Izbie Gmin. Urząd Kanclerza Skarbu mógł być jednak sprawowany tylko przez członka izby niższej, dokonano więc roszad personalnych w gabinecie. Król uznał, że osłabiają one i tak już jego zdaniem słaby gabinet i zdymisjonował rząd Melbourne’a.
Król powierzył wówczas stanowisko premiera torysowi, Robertowi Peelowi. Peel przebywał wówczas we Włoszech, więc władzę tymczasowo sprawował książę Wellington. Kiedy Peel wrócił i objął urząd, okazało się, że nie może sprawnie rządzić, gdyż większość w Izbie Gmin mają wigowie. Król rozwiązał więc parlament, ale wyniki nowych wyborów nie były po myśli Wilhelma. Torysi zdobyli w nich więcej mandatów niż w ostatnich wyborach, jednak większość wciąż mieli wigowie. Peel utrzymał się na stanowisku premiera jeszcze przez kilka miesięcy, ale zrezygnował po kolejnych parlamentarnych porażkach. Lord Melbourne wrócił na stanowisko premiera, pozostając tam przez resztę rządów Wilhelma.
Ponieważ Wielka Brytania była związana unią personalną z Hanowerem, Wilhelm był także królem Hanoweru, aczkolwiek nigdy nie odwiedził swojego królestwa jako król. Jako regent działał w Hanowerze książę Cambridge. W 1833 r. Hanower otrzymał konstytucję, która dawała przewagę klasie średniej oraz pewne prawa klasie niższej. Rozszerzała ona również władzę hanowerskiego parlamentu. Konstytucja została odwołana po śmierci Wilhelma, kiedy tron Hanoweru objął jego młodszy brat, Ernest August I. Jako powód nowy monarcha podawał, że konstytucja nie została uzgodniona z nim jako następcą tronu.
Wilhelm i Adelajda wiele uwagi poświęcali swojej bratanicy, księżniczce Wiktorii, następczyni tronu. Ich próby nawiązania bliższych relacji z księżniczką napotykały na opór jej matki, księżnej-wdowy Kentu. Nie mogąc porozumieć się ze szwagierką, król wyraził życzenie, aby mógł dożyć 18. urodzin księżniczki Wiktorii, bo wtedy po jego śmierci jej matka nie zostałaby regentką. Jego życzenie spełniło się.

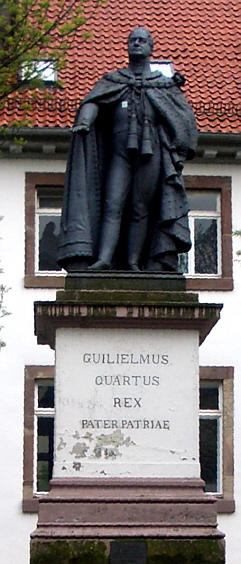
Pomnik Wilhelma IV w Getyndze

Wilhelm IV zmarł z powodu problemów z sercem 20 czerwca 1837 r., miesiąc po 18. urodzinach Wiktorii, która objęła po nim tron Wielkiej Brytanii. Pochowany został w zamku Windsor. Wraz z jego śmiercią rozpadła się unia brytyjsko-hanowerska, gdyż na mocy prawa salickiego tronu Hanoweru nie mogła dziedziczyć kobieta. Rządy w Hanowerze objął młodszy brat Wilhelma, Ernest August I.

## Dziedzictwo
Panowanie Wilhelma było krótkie, ale obfitowało w ważne wydarzenia. Reforma rządu lorda Greya była pierwszą z szeregu reform, które stopniowo powiększały liczbę uprawnionych do głosowania. Złamano przewagę Izby Lordów, która w ciągu XIX w. będzie stopniowo tracić na znaczeniu. Redukcji uległy również przywileje Korony i jej wpływ na rządy. Król nie mógł już swobodnie wymieniać premierów, rozwiązywać parlamentu i ogłaszać nowych wyborów, podczas których wyborcy głosowaliby na mianowany przez króla nowy rząd, jak to było choćby za czasów Jerzego III. Było to spowodowane tym, że król utracił posłuch w społeczeństwie. W efekcie żaden z następców Wilhelma nie próbował już zmienić rządu bez zgody parlamentu.

## Rodzina
13 lipca 1818 r. w Kew Palace w Londynie poślubił Adelajdę (13 sierpnia 1792 – 2 grudnia 1849), córkę Jerzego I, księcia saskiego na Meiningen, oraz Ludwiki Eleonory von Hohenlohe-Laugenburg, córki Chrystiana Albrechta Ludwika zu Hohenlohe-Laugenburg. Ich dzieci:
- Charlotta (ur. i zm. 21 marca 1819)
- kolejna ciąża skłoniła Wilhelma do powrotu do Anglii, Adelajda poroniła 5 września 1819 r. w Calais
- Elżbieta (10 grudnia 1820 – 4 marca 1821)
- dwaj synowie, bliźniacy (poronieni 23 kwietnia 1821 r.)

Nieślubne dzieci z Dorothy Jordan:
- George Augustus FitzClarence (29 stycznia 1794 – 20 marca 1842), 1. hrabia Munster
- Henry Edward FitzClarence (27 marca 1795 – wrzesień 1817)
- Sophia FitzClarence (sierpień 1796 – 10 kwietnia 1837), żona Philipa Sidneya, 1. barona De L’Isle i Dudley, miała dzieci
- Mary FitzClarence (19 grudnia 1798 – 13 lipca 1864), żona generała Charlesa Richarda Foxa, nie miała dzieci
- Frederick FitzClarence (9 grudnia 1799 – 30 października 1854), ożenił się z lady Augustą Boyle, miał dzieci
- Elizabeth FitzClarence (17 stycznia 1801 – 16 stycznia 1856), żona Williama Haya, 18. hrabiego Erroll, miała dzieci
- kontradmirał Adolphus FitzClarence (18 lutego 1802 – 17 maja 1856)
- Augusta FitzClarence (17 listopada 1803 – 8 grudnia 1865), żona Johna Kennedy-Erskine’a i lorda Johna Gordona, miała dzieci z pierwszego małżeństwa
- Augustus FitzClarence (1 marca 1805 – 14 czerwca 1854), ożenił się z Sarah Gordon, miał dzieci
- Amelia FitzClarence (21 marca 1807 – 2 lipca 1858), żona Luciusa Cary’ego, 10. wicehrabiego Falkland, miała dzieci